# Kde domov můj
Kde domov můj? (Tjekkisk udtale: [ˈɡdɛ ˈdomof ˈmuːj], på dansk: Hvor er mit hjem?) er den tjekkiske nationalsang. Musikken er skrevet af František Škroup og teksten af skuespilforfatteren Josef Kajetán Tyl.
Musikken var skrevet til teaterstykket Fidlovačka aneb Žádný hněv a žádná rvačka (Skoma'rfesten, eller Ingen Vrede og Ingen Slagsmål), som blev opført i Prag i 1834. Sangen blev hurtigt meget populær blandt tjekkerne og brugt som den uformelle hymne i bestræbelserne på at skabe deres egen identitet inden for det Habsburgske Monarki.
Da Tjekkoslovakiet blev dannet i 1918, blev den tjekkiske sang første vers i den nye stats nationalsang, mens første vers af en slovakisk sang Nad Tatrou sa blýska blev andet vers. For at overvinde de etniske modsætninger fandtes den også i en officiel tysk oversættelse.
Da Tjekkoslovakiet blev delt i 1993, blev nationalsangen også delt. Slovakiet tilføjede endnu et vers til deres nationalsang, mens Tjekkiets nationalsang forblev uændret, kun bestående af et vers.

## Originaltekst
Kde domov můj,
kde domov můj.
Voda hučí po lučinách,
bory šumí po skalinách,
v sadě skví se jara květ,
zemský ráj to na pohled!
A to je ta krásná země,
země česká, domov můj,
země česká, domov můj!

## Oversat til dansk
Hvor er mit hjem,
hvor er mit hjem.
Bækken bruser gennem eng,
over klippen suser graner,
haven står i forårsblomst,
se, det er paradis på jord!
Og dette er det smukke land,
det tjekkiske land, mit hjem,
det tjekkiske land, mit hjem.